# Alfred Skinner
Alfred Skinner (né le 26 janvier 1896 à Toronto, province de l'Ontario au Canada - mort le 4 novembre 1961) est un joueur professionnel canadien de hockey sur glace,.

## Carrière de joueur
Il commença sa carrière professionnelle dans l'Association nationale de hockey où il joua pour deux clubs de Toronto et un de Montréal. Lorsque la ligue devint la Ligue nationale de hockey en 1917, il se joignit aux Arenas de Toronto qui allaient plus tard devenir les Maple Leafs de Toronto.
À sa première saison avec le club, il aida son équipe à remporter le premier championnat de la nouvelle ligue. Ce titre permit aux Arenas d'avoir la chance de jouer pour la Coupe Stanley qui était alors disputée entre champions des diverses ligues d'Amérique du Nord. L'équipe torontoise se mesura aux Millionnaires de Vancouver de l'Association de hockey de la Côte du Pacifique et remporta la Coupe. L'équipe devint ainsi la première de la LNH à remporte la Coupe Stanley. Par la suite, il évolua une autre saison avec les Arenas avant de rejoindre le club défait en 1918, les Millionnaires de Vancouver.
En cinq saisons avec le club, il eut la chance à quatre autres reprises de mettre la main sur le précieux trophée sans toutefois y parvenir. En 1924-1925, il fit un retour dans la LNH avec les Bruins de Boston mais fut échangé en cours de saison aux Maroons de Montréal. Lors de la saison suivante, il fit partie de la toute première édition des Pirates de Pittsburgh. Par contre, il n'y joua que sept parties lors de cette saison. Ce fut ses dernières au sein de la LNH.
Il joua deux autres saisons en tant que joueur dans une ligue mineure canadienne. En 1929-30, il fut l'entraîneur-chef des Maple Leafs de Guelph avant de se retirer totalement du hockey.

## Statistiques de carrière
| Saison     | Équipe                       | Ligue         |    | Saison régulière | Saison régulière | Saison régulière | Saison régulière | Saison régulière |   | Séries éliminatoires | Séries éliminatoires | Séries éliminatoires | Séries éliminatoires | Séries éliminatoires |
| Saison     | Équipe                       | Ligue         | PJ | B                | A                | Pts              | Pun              | PJ               | B | A                    | Pts                  | Pun                  |                      |                      |
| 1913-1914  | Rowing Club de Toronto       | OHA Sr.       | 6  | 4                | 0                | 4                | 0                | -                | - | -                    | -                    | -                    |                      |                      |
| 1914-1915  | Shamrocks de Toronto         | ANH           | 16 | 5                | 2                | 7                | 68               | -                | - | -                    | -                    | -                    |                      |                      |
| 1915-1916  | Blueshirts de Toronto        | ANH           | 23 | 7                | 4                | 11               | 66               | -                | - | -                    | -                    | -                    |                      |                      |
| 1916-1917  | Blueshirts de Toronto        | ANH           | 14 | 6                | 7                | 13               | 52               | -                | - | -                    | -                    | -                    |                      |                      |
| 1916-1917  | Wanderers de Montréal        | ANH           | 6  | 5                | 0                | 5                | 23               | -                | - | -                    | -                    | -                    |                      |                      |
| 1917-1918  | Arenas de Toronto            | LNH           | 20 | 13               | 5                | 18               | 28               | 2                | 0 | 1                    | 1                    | 9                    |                      |                      |
| 1917-1918  | Arenas de Toronto            | Coupe Stanley | -  | -                | -                | -                | -                | 5                | 8 | 2                    | 10                   | 18                   |                      |                      |
| 1918-1919  | Arenas de Toronto            | LNH           | 17 | 12               | 4                | 16               | 26               | -                | - | -                    | -                    | -                    |                      |                      |
| 1919-1920  | Millionnaires de Vancouver   | PCHA          | 22 | 15               | 2                | 17               | 28               | 2                | 1 | 0                    | 1                    | 0                    |                      |                      |
| 1920-1921  | Millionnaires de Vancouver   | AHCP          | 24 | 20               | 4                | 24               | 22               | 2                | 3 | 1                    | 4                    | 6                    |                      |                      |
| 1920-1921  | Millionnaires de Vancouver   | Coupe Stanley | -  | -                | -                | -                | -                | 3                | 4 | 0                    | 4                    | 14                   |                      |                      |
| 1921-1922  | Millionnaires de Vancouver   | AHCP          | 24 | 11               | 2                | 13               | 21               | 2                | 0 | 0                    | 0                    | 6                    |                      |                      |
| 1921-1922  | Millionnaires de Vancouver   | Coupe Stanley | -  | -                | -                | -                | -                | 5                | 0 | 1                    | 1                    | 12                   |                      |                      |
| 1922-1923  | Maroons de Vancouver         | AHCP          | 23 | 13               | 2                | 15               | 28               | 2                | 0 | 0                    | 0                    | 2                    |                      |                      |
| 1922-1923  | Maroons de Vancouver         | Coupe Stanley | -  | -                | -                | -                | -                | 3                | 1 | 1                    | 2                    | 6                    |                      |                      |
| 1923-1924  | Maroons de Vancouver         | AHCP          | 29 | 5                | 2                | 7                | 38               | 2                | 0 | 0                    | 0                    | 2                    |                      |                      |
| 1923-1924  | Maroons de Vancouver         | Coupe Stanley | -  | -                | -                | -                | -                | 2                | 0 | 0                    | 0                    | 0                    |                      |                      |
| 1924-1925  | Bruins de Boston             | LNH           | 10 | 0                | 0                | 0                | 15               | -                | - | -                    | -                    | -                    |                      |                      |
| 1924-1925  | Maroons de Montréal          | LNH           | 17 | 1                | 1                | 2                | 16               | -                | - | -                    | -                    | -                    |                      |                      |
| 1925-1926  | Pirates de Pittsburgh        | LNH           | 7  | 0                | 0                | 0                | 2                | -                | - | -                    | -                    | -                    |                      |                      |
| 1926-1927  | Hornets de Duluth            | AHA           | 23 | 2                | 3                | 5                | 40               | -                | - | -                    | -                    | -                    |                      |                      |
| 1927-1928  | Millionaires de Kitchener    | CPHL          | 18 | 4                | 0                | 4                | 42               | -                | - | -                    | -                    | -                    |                      |                      |
| 1928-1929  | Flying Dutchmen de Kitchener | CPHL          | 39 | 14               | 5                | 19               | 63               | 3                | 0 | 0                    | 0                    | 10                   |                      |                      |
| Totaux LNH | Totaux LNH                   | Totaux LNH    | 71 | 26               | 10               | 36               | 87               | 2                | 0 | 1                    | 1                    | 9                    |                      |                      |

## Trophées et honneurs personnels
- 1920, 1921, 1922 et 1923 : nommé dans la 2e équipe d'étoiles de l'Association de hockey de la Côte du Pacifique